# Starohorský couk
Starohorský couk byl největším a nejvýznamnějším důlním pásmem na území Jihlavy. Táhl se od rybníka Borovinka údolím Smrčenského potoka, pod řekou Jihlavou do údolí zvaného Cechrund (dnes Dolina či Na dolině), dále areálem nové nemocnice, při západním okraji hřbitova, přes dnes již zaniklou čtvrť Havaj do Pístova a lesem až k chatové osadě Okrouhlík. Celková délka hlavní žíly činila 8 km, v oblasti Cechrundu se odkláněl odžilek do Starých Hor.

## Stopy hornické minulosti na území couku
Ještě na počátku 21. století byla na území couku patrna řada pozůstatků po dolování, velké množství z nich však bylo nenávratně zničeno.

### Oblast Borovinky
V údolí Smrčenského potoka u Hamerského mlýna (Taubenstuhl) mezi Hybrálcem a rybníkem Borovinka se nacházejí zbytky štoly sv. Jana Nepomuckého z roku 1776, jejíž původní vyústění štoly je zasuto. Do současnosti se dochovaly dva pásy obvalů. Do neporušené, avšak zatopené, části štoly se dá dostat šachticí, která mj. sloužila ke zlepšení větrání. Ve svahu nad štolou je možno najít několik propadlin po šachtách. Vlastní šachta sv. Jana Nepomuckého se nacházela v poli asi 200 metrů od šachtice, avšak dnes je v podstatě neidentifikovatelná. Ještě před první světovou válkou se směrem na Kněžský dvůr nacházela řada pinek.
Další nepatrné stopy po štolách najdeme nedaleko mlýna po proudu potoka a v polích nad nimi bývala trojice pinek. Poslední lokalita s těžbou u Borovinky se nachází u Sedleckého mlýna (též Sedlářský mlýn). Zde je dosud zachováno šest trychtýřů a trojice zmol po štolách. Výtok důlní vody je pak sveden do nedaleké studánky.

### Oblast od ulice Romana Havelky k Pístovu
V ulici Romana Havelky na břehu Smrčenského potoka stával Červený mlýn, u něhož byla ražena krátká štola. Během 2. světové války došlo k jejímu přemění na protiletecký kryt. Dnes jej zde ovšem nenajdeme, neboť v roce 1980 byl v souvislosti s úpravami terénu pro stavbu dálničního přivaděče odstřelen. Další krátká štola se nacházela nedaleko Jiráskovy ulice u budovy Ferony. K jejímu zničení došlo taktéž při stavbě dálničního přivaděče.
Na potůčku v údolí Cechrund se nacházela soustava báňských rybníčků, přičemž jeden z nich by měl být stále ještě zachován. Mapa z 19. století pak na území mezi dnešním sídlištěm Na dolech a novou nemocnicí zachycuje 34 obvalů a pinek, dnes již taktéž neexistujících.
Další drobné stopy se nacházely u Horního Kosova. U Kosovského rybníka byla ještě v roce 1950 patrna dvojice trychtýřů, později zavezená. Přímo v Horním Kosově se nachází zbytky haldy. Ještě v 60. letech 20. století se zbytky další štoly nacházely v areálu střelnice u budovy Ministerstva vnitra; štola vedla od budovy prachárny k šancím. Dnes se zde nacházejí zahrádky. Další haldy a jámy byly zničeny při výstavbě nové nemocnice a budování zahrádkářské kolonie pod hřbitovem.
Co se týká Pístova, tak tady se zbytky po těžbě nacházejí na území bývalého obecního pastviště. Dům čp. 26 pak stojí přímo na místě havířského cechovního domu. Při cestě k Vodárenskému rybníku je možno vidět dnes již nepatrné stopy po dolování.

### Oblast Okrouhlíku
Nejjižnějším místem starohorského couku se zbytky po těžbě je tzv. okrouhlické kutiště, ležící v lese u rybníka Okrouhlík, asi 1,5 km na jihozápad od Rančířova. Patrně zde probíhala horečná důlní činnost, jak naznačuje přítomnost devíti obvalů. V centrální části se nacházely největší z obvalů, které při okrajích doplňovaly podstatně menší. Centrální část však byla zničena při těžbě dřeva v roce 1983, část zbývajících obvalů je zavezena odpadem z okolních chat.

### Oblast odžilku do Starých Hor
Také v případě odžilku do Starých Hor se podařilo najít řadu stop po dolování. V roce 1975 při úpravách lokality naproti mlékárně pro výstavbu nového sídliště došlo k objevení jam a průchodných štol, které zdokumentoval geolog Zdeněk Laštovička. Po průtrži mračen v roce 1920 došlo u železniční trati u mlékárny k propadnutí trychtýře. Ten však byl bez jakékoliv dokumentace zasypán a dnes jsou zde zahrádky. Další stopy po štole se nacházeli při silničce u železniční trati. Důlní činnost zde připomíná již jen výtok důlní vody pod Starohorským mostem do řeky Jihlavy. Podle mapy z 19. století se v okolí budovy označované jako zámeček nacházelo 14 dnes již zaniklých obvalů.
Zůstaneme-li na této straně řeky, pak na místě Motorpalu se nacházela tavírna rud a další taková stávala pod Zaječím skokem, jejíž základy byly patrné ještě v roce 1920. Za bývalým tzv. Váchovým statkem se nachází vstup do štoly směrem k nové bráně Motorpalu. Štola se však nachází na soukromém pozemku a je tedy veřejnosti nepřístupná.
Poslední lokalitou na odžilku je hájek na školou u křižovatky ulic Romana Havelky a Humpolecké, kde se zachovala dvojice šachetních obvalů. Jde o pozůstatky důlní práce, které podle zprávy z roku 1315 odvodňoval Jindřich Rottharmel. Z Rantířova sem byla 7 km dlouhým náhonem se spádem 4 metry vedena voda pro pohon strojů. Do současnosti se z této ojedinělé technické památky ze 14. století dochovalo v dobrém stavu asi 80%.